# Xuānzhōu Qū
Xuānzhōu Qū o distrito de Xuānzhōu es una localidad de la ciudad-prefectura de Xuancheng en la provincia de Anhui, República Popular China, con una población censada en noviembre de 2010 de 772 490 habitantes.
Se encuentra situada al sureste de la provincia, cerca del río Yangtsé y de la frontera con las provincias de Zhejiang y Jiangsu.